# Erebia eriphyle
Erebia eriphyle är en fjärilsart som beskrevs av Freyer 1836. Erebia eriphyle ingår i släktet Erebia och familjen praktfjärilar. IUCN kategoriserar arten globalt som livskraftig. Inga underarter finns listade i Catalogue of Life.

## Bildgalleri

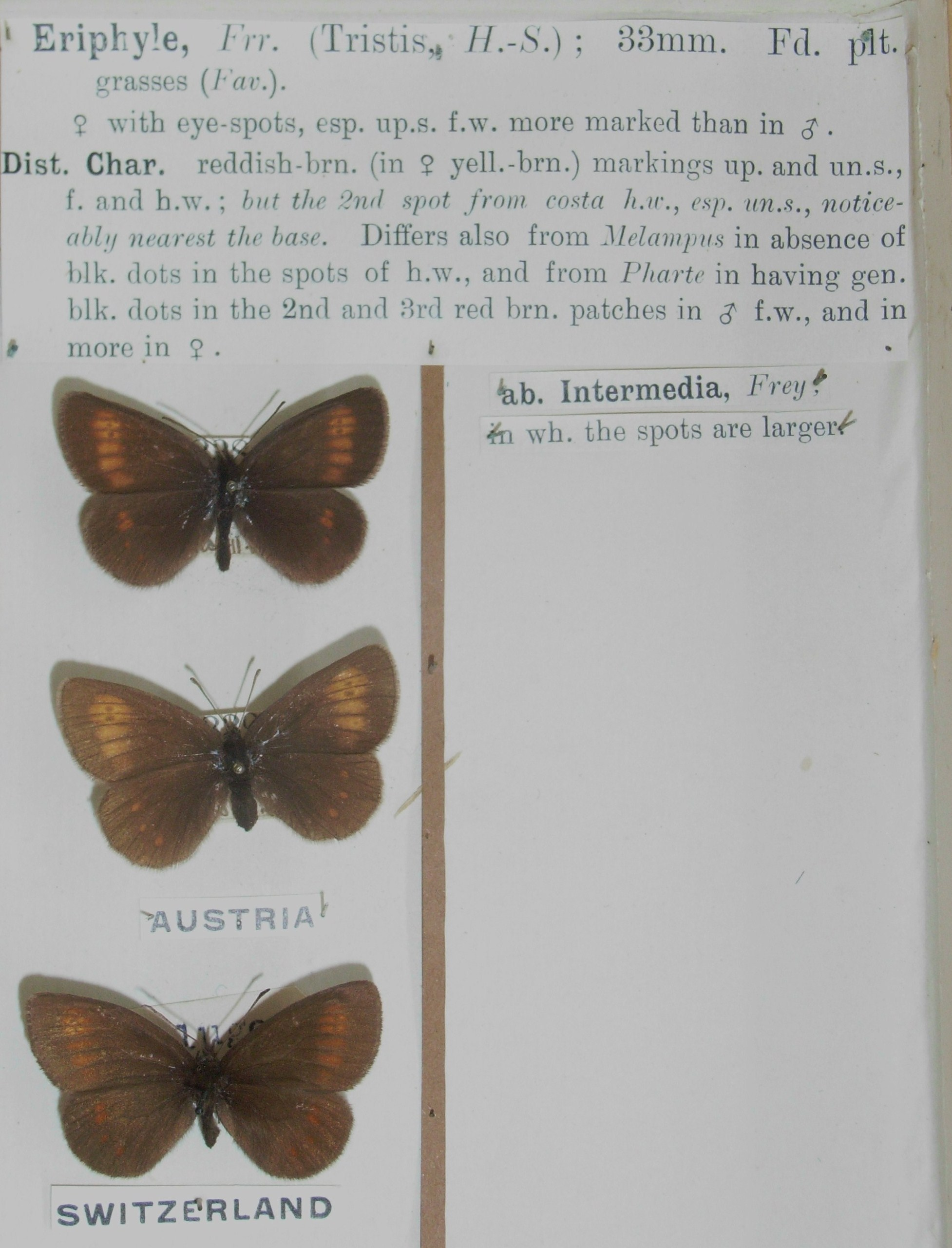
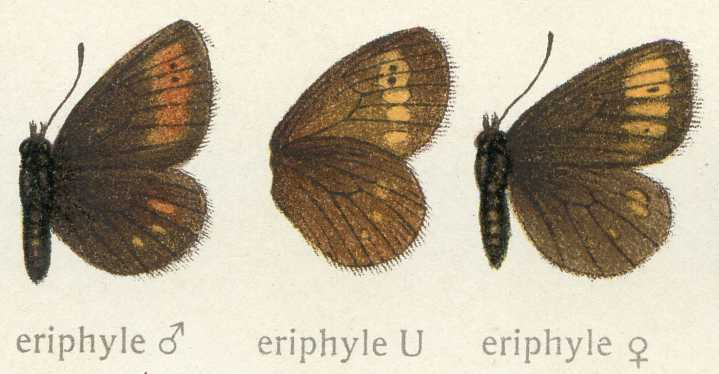